# كريستين جونسون (ممثلة)
كريستين جونسون (بالإنجليزية: Christine Johnson)‏ هي معلمة موسيقى ومغنية أوبرا وممثلة أمريكية، ولدت في 8 سبتمبر 1911 في هوبكينزفيل في الولايات المتحدة، وتوفيت في 9 يونيو 2010 في أوينسبورو في الولايات المتحدة.

## وصلات خارجية
- كريستين جونسون على موقع IMDb (الإنجليزية)
- كريستين جونسون على موقع ميوزك برينز (الإنجليزية)
- كريستين جونسون على موقع قاعدة بيانات برودواي على الإنترنت (الإنجليزية)
- كريستين جونسون على موقع قاعدة بيانات برودواي على الإنترنت (الإنجليزية)